# Ланир (језеро)
Ланир (енгл. Lake Lanier) је вештачко језеро у Сједињеним Америчким Државама. Налази се на територији америчке савезне државе Џорџија. Површина језера износи 153 km².